# Jaedyn Shaw
Jaedyn Shaw, född 20 november 2004 i Frisco, är en amerikansk fotbollsspelare.

## Karriär
Jaedyn Shaw inledde efter spel på collegenivå sin seniorkarriär i San Diego Wave år 2022. Hon debuterade i USAs landslag år 2023, och ingick i det amerikanska lag som vid olympiska sommarspelen 2024 i Paris tog guld efter att ha besegrat Brasilien i finalmatchen.